# Thoracocharax
Thoracocharax är ett släkte av fiskar. Thoracocharax ingår i familjen Gasteropelecidae.
Kladogram enligt Catalogue of Life:
| Thoracocharax | \| \| Thoracocharax securis \| \| \| \| \| \| Thoracocharax stellatus \| \| \| \| |
|               | \| \| Thoracocharax securis \| \| \| \| \| \| Thoracocharax stellatus \| \| \| \| |
|               | Carnegiella                                                                       |
|               |                                                                                   |
|               | Gasteropelecus                                                                    |
|               |                                                                                   |
|               | Thoracocharax securis                                                             |
|               |                                                                                   |
|               | Thoracocharax stellatus                                                           |
|               |                                                                                   |

|  | Thoracocharax securis   |
|  |                         |
|  | Thoracocharax stellatus |
|  |                         |